# 軍事情報包括保護協定

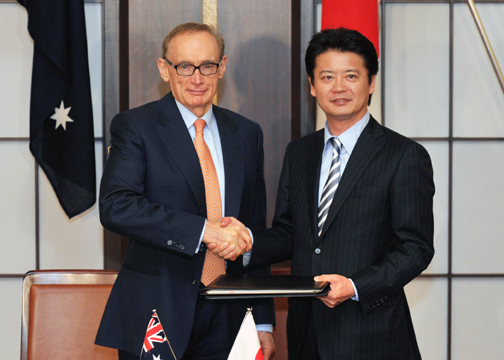
日豪情報保護協定の署名を行う外務大臣の玄葉光一郎（日）とボブ・カー（豪）

軍事情報に関する包括的保全協定（ぐんじじょうほうにかんするほうかつてきほぜんきょうてい、英語: General Security of Military Information Agreement, GSOMIA、ジーソミア）とは、同盟など親しい関係にある2国あるいは複数国間で秘密軍事情報を提供し合う際、第三国への漏洩を防ぐために結ぶ協定。
この協定は、軍事技術だけではなく戦術データ、暗号情報、高度のシステム統合技術など有事の際の共同作戦に必要な情報が網羅的に対象となる。秘密情報活動で得られた情報も含まれるのが一般的とされている。
2019年8月現在、日本はアメリカ合衆国やNATOなど7カ国と、アメリカ合衆国は60カ国以上と、韓国は21カ国とこの協定を締結している。
軍事情報以外の外交情報等も含めて保護する協定は、情報包括保護協定(GSOIA, General Security of Information Agreement)と呼ばれる。

## 米国

### 意義
米国は60ヶ国以上とGSOMIAを締結しているといわれているが、すべてが公表されているわけではなく、米国務省発行のTreaties in Force 2007では38の国とGSOMIAを締結している。

### 主な協定
- イタリア

「秘密情報保護協定」 1964年に締結。
- ノルウェー

「秘密情報保護協定」 1970年に締結
- フランス

「秘密情報の保護協定」 1977年に締結
- デンマーク

「軍事情報保護協定」 1981年に締結
- イスラエル

「情報保護包括協定」 1982年に締結
- パキスタン

「軍事情報保全協定」 1982年に締結
- タイ

「軍事情報保護協定」 1983年に締結
- シンガポール

「軍事情報保護協定」 1983年に締結。
- オーストラリア

「秘密情報の保護のための措置に関するオーストラリア政府とアメリカ合衆国政府との間の協定」 1962年に締結されていた旧協定を2002年に改定。
- インド

「秘密軍事情報の保護措置に関する米国・インド間の協定」 2002年に締結。
- 日本

「秘密軍事情報の保護のための秘密保持の措置に関する日本国政府とアメリカ合衆国政府との間の協定」 2007年に締結。

## 日本

### 日米間の協定

#### 正式名称
日本とアメリカ合衆国との間の軍事情報に関する包括的保全協定は、正式名称を「秘密軍事情報の保護のための秘密保持の措置に関する日本政府とアメリカ政府との間の協定」（Agreement between the Government of Japan and the Government of the United States of America concerning Security Measures for the Protection of Classified Military Information）という。

#### 沿革
- 2007年（平成19年）5月1日 - 日本とアメリカが2プラス2（日米安全保障協議委員会）で協定締結に合意。
- 2007年8月10日 - 日本とアメリカがGSOMIAに署名。

### 日本のその他の協定
- NATO

「日・NATO情報保護協定」 2010年6月25日署名。
- フランス

「日仏情報保護協定」 2011年10月24日署名。
- オーストラリア

「日豪情報保護協定」 2012年5月17日署名。
- イギリス

「日英情報保護協定」 2013年5月7日署名。
- インド

「日印秘密軍事情報保護協定」 2015年12月12日署名。
- イタリア

「日伊情報保護協定」 2016年3月19日署名。
- 大韓民国

「日韓秘密軍事情報保護協定｣  2016年11月23日署名。1年毎に自動更新されることとなっており、協定破棄には更新3ヶ月前の通告が必要となる。
2019年8月23日、韓国が日韓GSOMIAを延長せず破棄を決定、11月23日午前0時に効力を失う予定であったが、破棄の通告を停止することが失効前日の22日に判明した。
- ドイツ

「日独情報保護協定」 2021年3月22日署名。